# Zellwiller
Zellwiller település Franciaországban, Bas-Rhin megyében. Lakosainak száma 808 fő (2022. január 1.). Zellwiller Barr, Bourgheim, Gertwiller, Kertzfeld, Saint-Pierre, Stotzheim, Valff és Westhouse községekkel határos.

## Népesség
A település népessége az elmúlt években az alábbi módon változott:
| Lakosok száma | 729  | 750  | 786  | 794  | 810  | 812  | 807  | 808  | 808  |
|               | 2013 | 2015 | 2016 | 2017 | 2018 | 2019 | 2020 | 2021 | 2022 |